# 佐藤雄平
佐藤雄平（1947年12月13日—）日本政治人物，曾經擔任第62、63代福島縣知事（任內發生2011年東日本大地震）、復興廳復興推進委員會委員、會津鐵道株式会社取締役会長和眾議院議員。出生於福島縣南會津郡下郷町，畢業於福島縣立田島高等學校、神奈川大學經濟學部。其後擔任叔父渡部恒三衆議院議員（後來成為衆議院副議長）的秘書。1998年在民主黨，社會民主黨及公明党的推薦下，第一次在福島縣選舉區出選並且成功當選。